# Salems församling
Salems församling i Strängnäs stift är en församling i Svenska kyrkan i Nynäs kontrakt i Strängnäs stift. Församlingen omfattar hela Salems kommun i Stockholms län och utgör ett eget pastorat. 

## Administrativ historik
Församlingen har medeltida ursprung och var före 1939 annexförsamling i pastoratet Botkyrka och Salem för att därefter utgöra ett eget pastorat.

## Areal
Salems församling omfattade den 1 januari 1976 en areal av 60,9 kvadratkilometer, varav 54,6 kvadratkilometer land.

## Organister och klockare
| Verksam   | Namn              | Levnadstid | Övrigt                |
| --------- | ----------------- | ---------- | --------------------- |
| 1718-1724 | Gustav Mårtensson |            | Klockare              |
| 1730-1744 | Anders Lind       |            | Klockare              |
| 1744-1784 | Johan Lind        | 1723-1794  | Klockare              |
| 1785-1796 | Carl Gabriel Lind | 1760-1796  | Klockare              |
| 1797-1830 | Gustaf Lennström  | 1756-      | Klockare och organist |

## Kyrkor
- Salems kyrka
- Säby kyrka
- Skogsängskyrkan, Missionsförbundet
- Vällinge kapell